# 清水耕一
清水 耕一（しみず こういち、1950年5月30日 - 2017年7月11日）は、日本の経済学者。位階は従四位。
岡山大学名誉教授。専門はレギュラシオン理論、自動車産業論、労使関係論。

## 来歴
立命館大学経済学部卒業、同志社大学大学院経済学研究科修士課程修了、パリ第9大学（ドーフィンヌ大学）博士課程修了。経済学博士（パリ第9大学）。岡山大学経済学部助教授、同教授を務めた。
2017年7月11日死去。没後に従四位に追叙され、瑞宝小綬章を追贈された。

## 主要業績
- Le toyotisme, Repères/Éditions La Découverte（単著）
- One Best Way?, Oxford University Press（共編著）
- Globalization or Regionalization of The American and Asian Car Industry?, Palgrave/Macmillan（共編著）
- 『EU経済統合の地域的次元 ―クロスボーダー・コーペレーションの最前線―』　ミネルヴァ書房（共編著）
- 『地域統合ーヨーロッパの経験と東アジア』大学教育出版(編著）
- 『労働時間の政治経済学ーフランスにおけるワークシェアリングの試み』名古屋大学出版会（単著）